# Christian Piot
Christian Piot (Ougrée, 4 de outubro de 1947) é um ex-futebolista belga. Disputou a Copa do Mundo FIFA de 1970.

## Carreira
Seu único clube foi o Standard de Liège, onde disputou 305 partidas, e marcou nove gols.

## Seleção
Christian Piot representou a Seleção Belga de Futebol, da Euro de 1972.